# Bouwmaatschappij Concordia NV

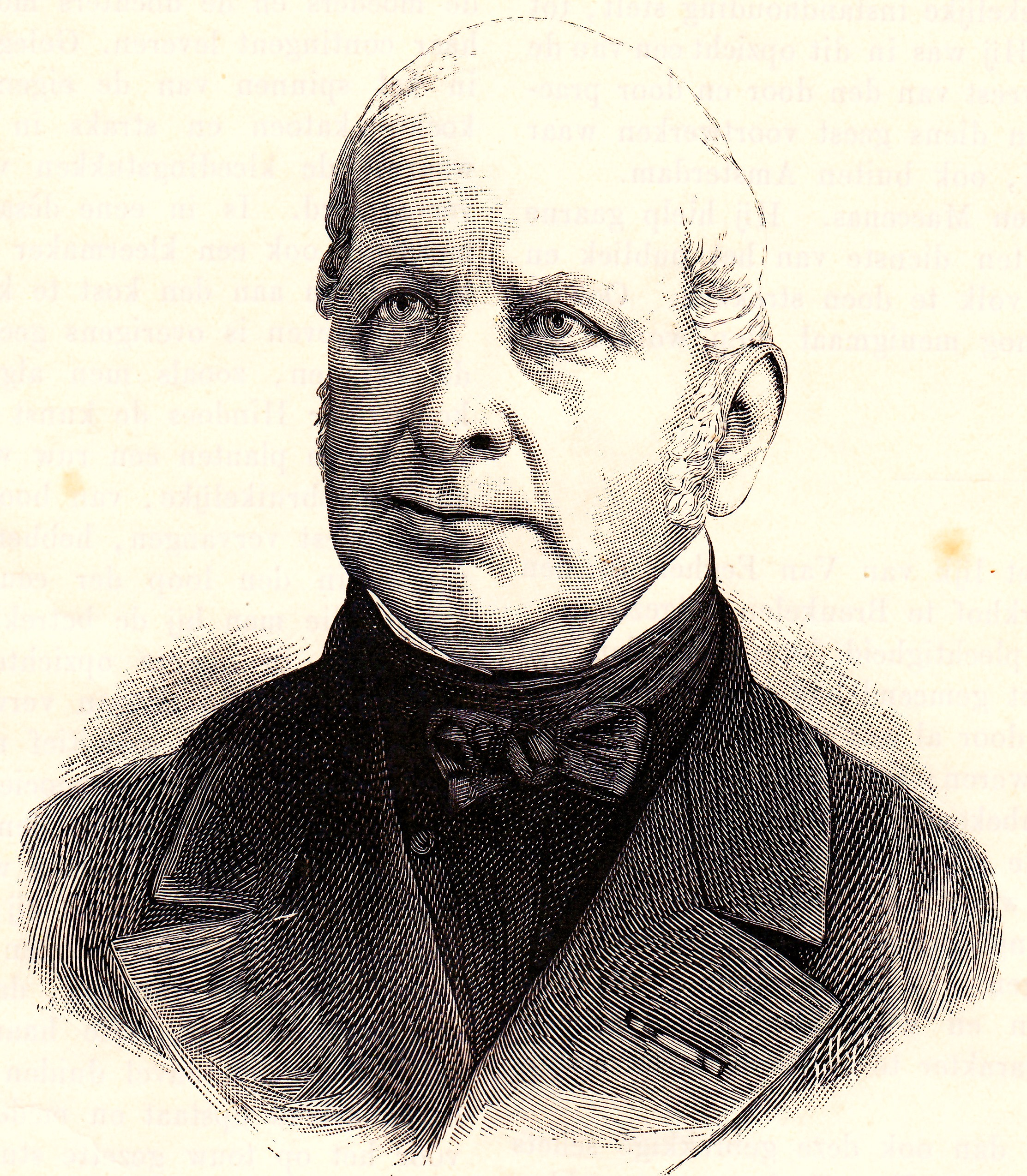
Christiaan Pieter van Eeghen

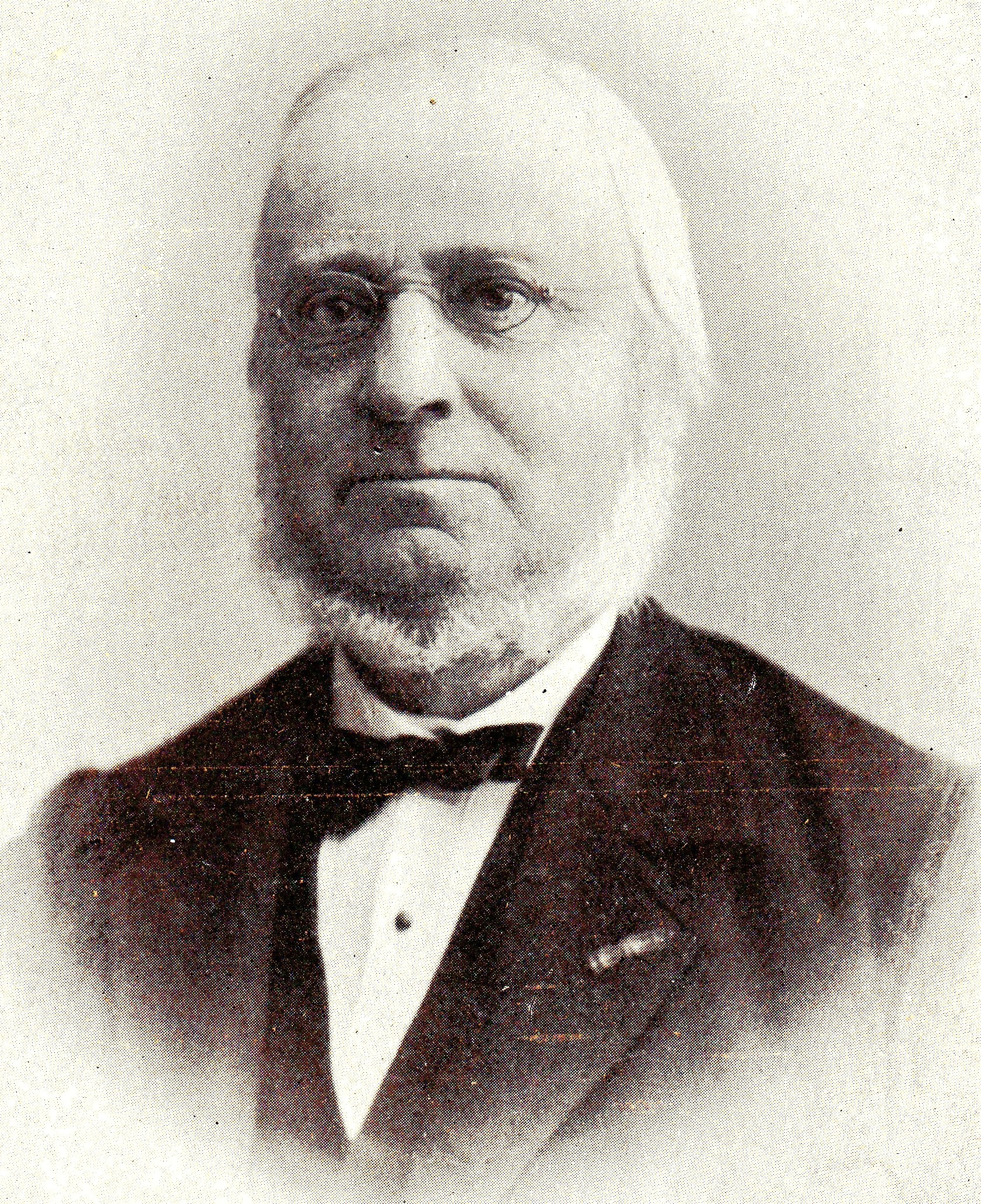
Henrick S. van Lennep

Bouwmaatschappij Concordia NV was een semi-filantropische onderneming, die op 1 december 1864 in Amsterdam werd opgericht door de bankier Christiaan Pieter van Eeghen en de jurist Henrick S. van Lennep. Zij brachten hun bezit erin onder (grond en panden) dat zij hadden in de Amsterdamse arbeiderswijk Jordaan. Deze sociale onderneming, vernoemd naar de Romeinse godin van de eendracht Concordia (Latijn voor "met (één) hart"), werd namens Van Eeghen en Van Lennep verhuurder en beheerder van pas gebouwde arbeiderswoningen.

## 419 woningen
In de periode van haar bestaan tot 1917 bouwde, renoveerde of beheerde zij ruim 400 woningen die waren bestemd voor de arbeidersklasse. Verreweg de meeste woningcomplexen die aan Concordia te danken zijn, bestaan nog steeds. Bijna allemaal zijn deze panden inmiddels rijks- of gemeentelijk monument, als toonbeelden van de filantropische woningbouw uit de tweede helft van de 19e eeuw.

## Sociaal betrokken
Door het uitblijven van overheidsingrijpen in de schrijnende woonomstandigheden van de arbeiders, had een aantal vooraanstaande Amsterdammers het initiatief genomen om zelfstandig of samen met andere welgestelde burgers iets te doen aan de slechte huisvesting van de snel groeiende arbeidersklasse in Amsterdam. 
C.P. van Eeghen was vanaf 1850 tot zijn overlijden in 1889 als sociaal geëngageerd zakenman betrokken bij veel initiatieven om de woonomstandigheden van de arbeidersgezinnen te verbeteren. Hij speelde een belangrijke rol bij de oprichting van de eerste woningbouwvereniging van Nederland, de Vereeniging ten behoeve der Arbeidersklasse te Amsterdam, nam deel aan de oprichting van de Amsterdamsche Vereeniging tot het bouwen van Arbeiderswoningen en ook particulier liet hij woningen bouwen in de Jordaan of kocht krotten op om deze te verbeteren.

## Concordia-zuid

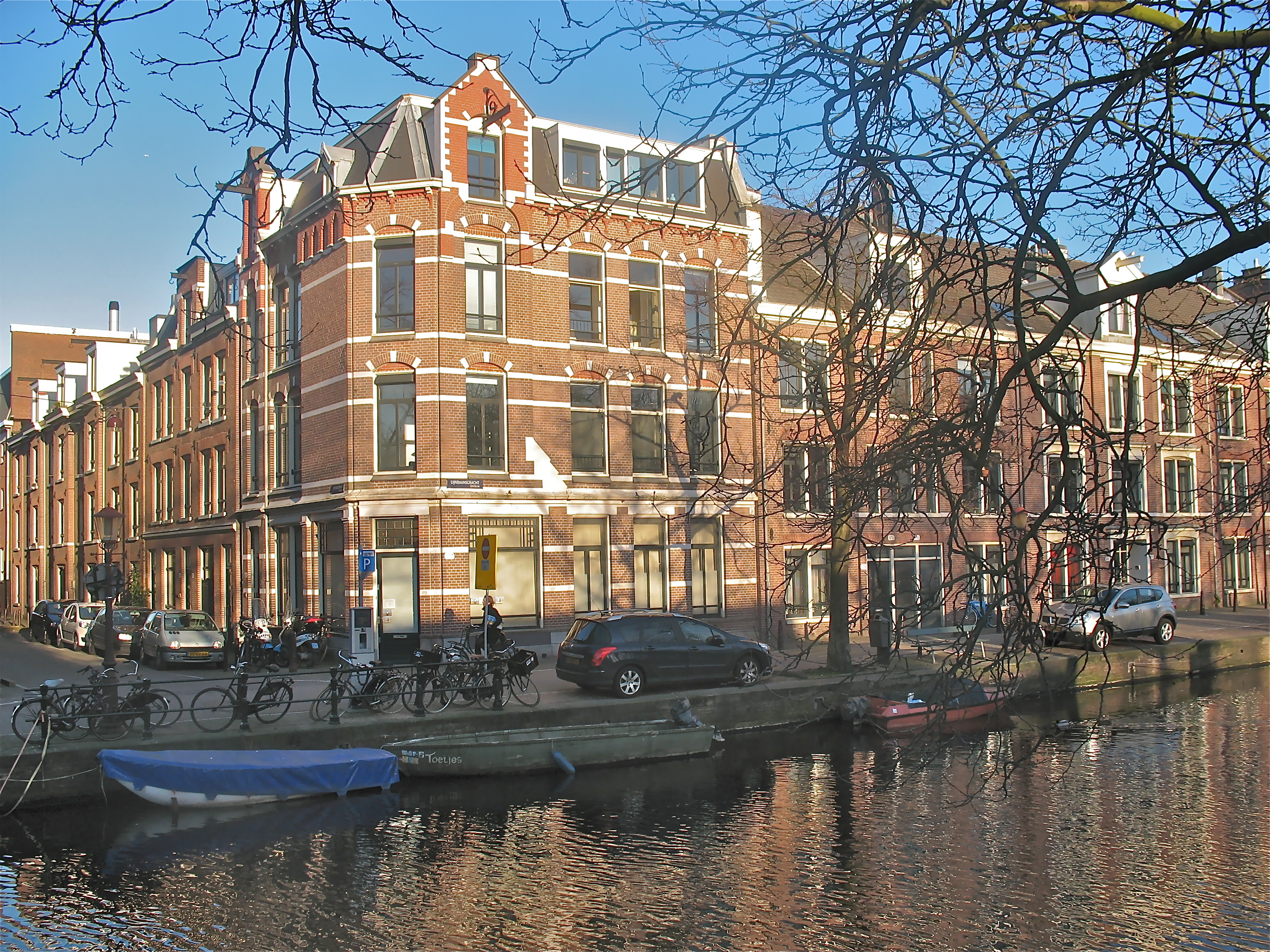
Concordia zuid hoek Elandsstraat-Lijnbaansgracht

In de jaren 50 van de 19e eeuw kocht hij de verkrotte hoek Elandsstraat/Lijnbaansgracht/Lijnbaansstraat, later bekend als Concordia-Zuid. Van Eeghen liet er tussen 1858 en 1860 woningen bouwen naar ontwerp van Pieter Johannes Hamer (1812-1887), een architect die in staat was tegen lage kosten degelijke en betaalbare arbeiderswoningen te bouwen. Het woningbestand werd verrijkt met vijf woonblokken. Doordat er wederom werd gekozen voor rug-aan-rugwoningen, ontstond net als elders bij ontwerpen van P.J. Hamer een binnenplaats die sterk deed denken aan een ouder type woningen dat een filantropische oorsprong had: het hofje.

### Hof van Parijs

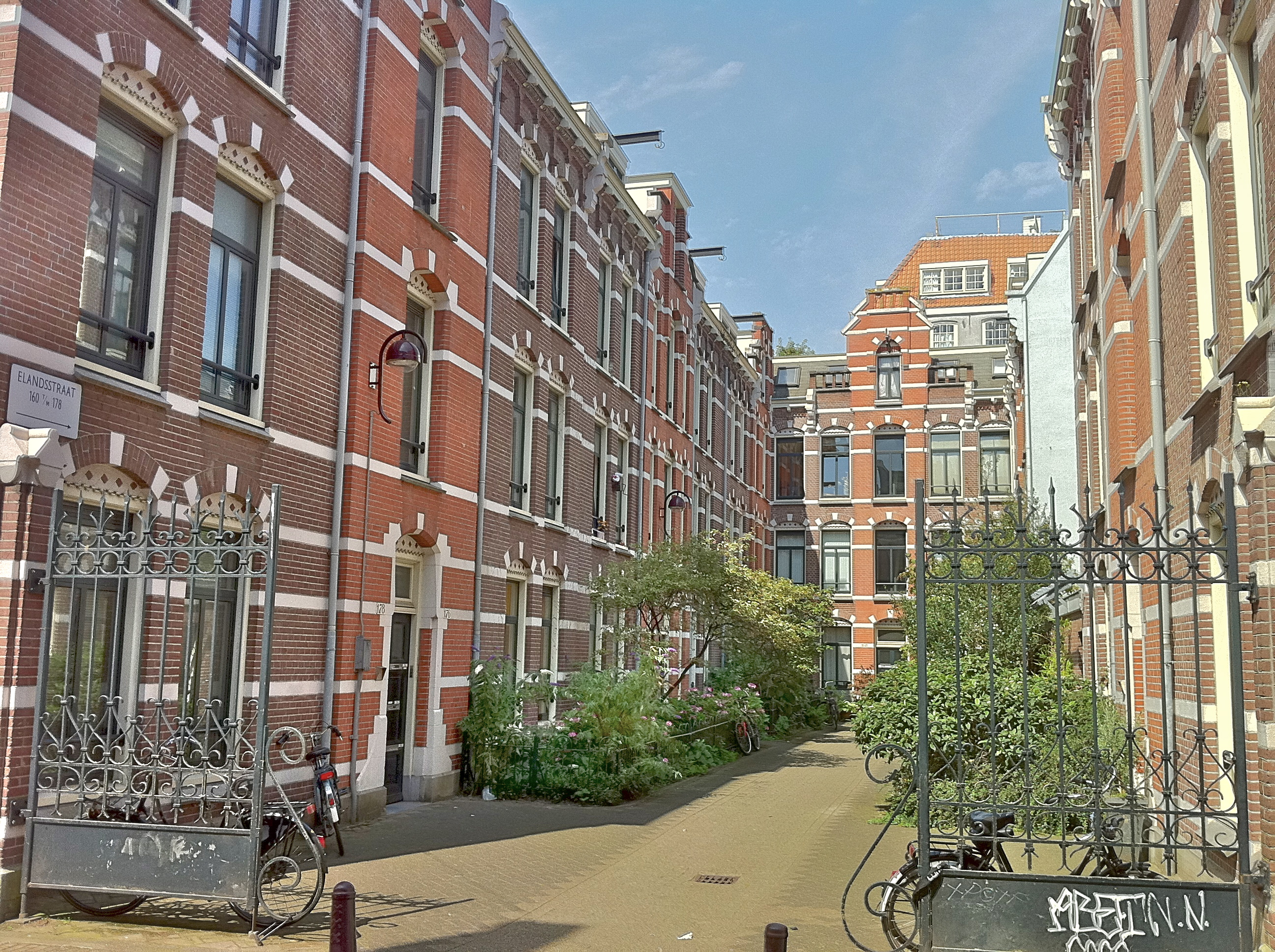
Hof van Parijs Elandsstraat

Een voorbeeld van erbarmelijke leefomstandigheden van arbeiders trof men aan in het minder inspirerende Hof van Parijs in de Elandsstraat, 72 woningen die Van Eeghen in 1858 had gekocht om grondig te renoveren: ‘’“een naar men zegt, nog afschuwelijker broeinest van stoffelijk en zedelijk vuil, dan het fort van Sjakoo”’’
In 1902 werd het in opdracht van Concordia gesloopt en het jaar daarop werden in het nieuwe Hof van Parijs 36 woningen opgeleverd, wel iets ruimer opgezet omdat enkele omliggende percelen waren aangekocht door Concordia. Het heet nog steeds zo, en is gelegen aan de even zijde van de Elandsstraat (nr. 160-182). In 1984 is het geheel verbouwd en vernieuwd in opdracht van het Gemeentelijk Woningbedrijf, en vervolgens vernummerd. Het is een rijksmonument.

### Lijnbaansstraat
Concordia moest het karwei afmaken in de daarop volgende decennia. Lijnbaansstraat 31-33 uit 1876 was een van de latere werken van P.J. Hamer. Na zijn overlijden mocht architect A.P. Timmers in 1897 eens laten zien wat hij in huis had, in het nieuwbouwproject dat nog steeds is te bewonderen op de Lijnbaansstraat 27-29.
De woningen in de hoek Elandsstraat/Lijnbaansgracht/Lijnbaansstraat, die eind 19e eeuw werden verhuurd door Concordia, staan bekend als Concordia-zuid.

## Concordia-noord

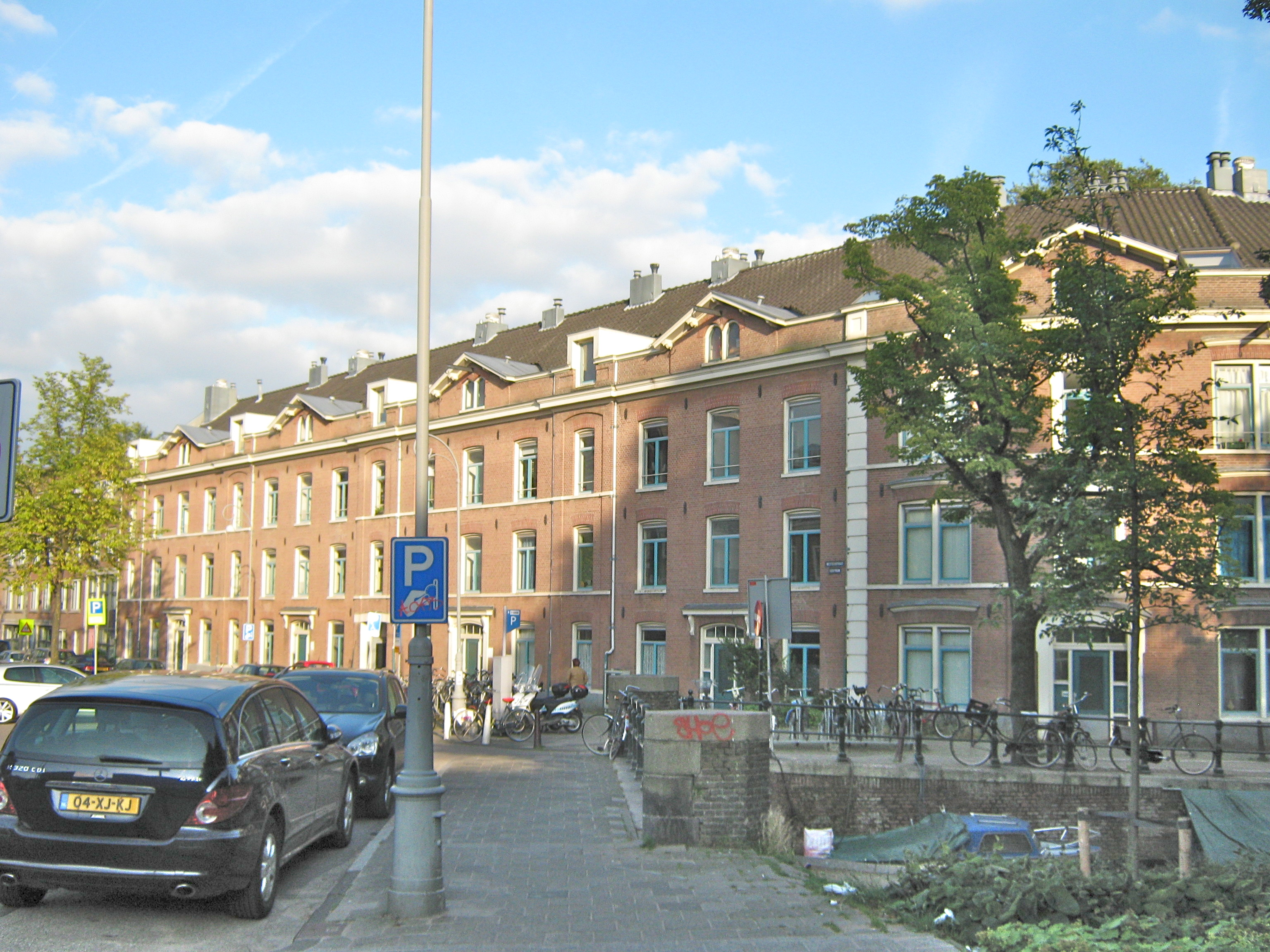
Westerstraat 327-405/Lijnbaansgracht 63-65

Mr. H.S. van Lennep kocht en saneerde de hoek Westerstraat en Anjeliersstraat. In 1862 liet hij aan het eind van de Westerstraat bij de Lijnbaansgracht een complexje bouwen van 72 woningen (Westerstraat 327-405/Lijnbaansgracht 63-65). De bouw was naar een ontwerp van architect P.J. Hamer.

### Nieuwe opdracht

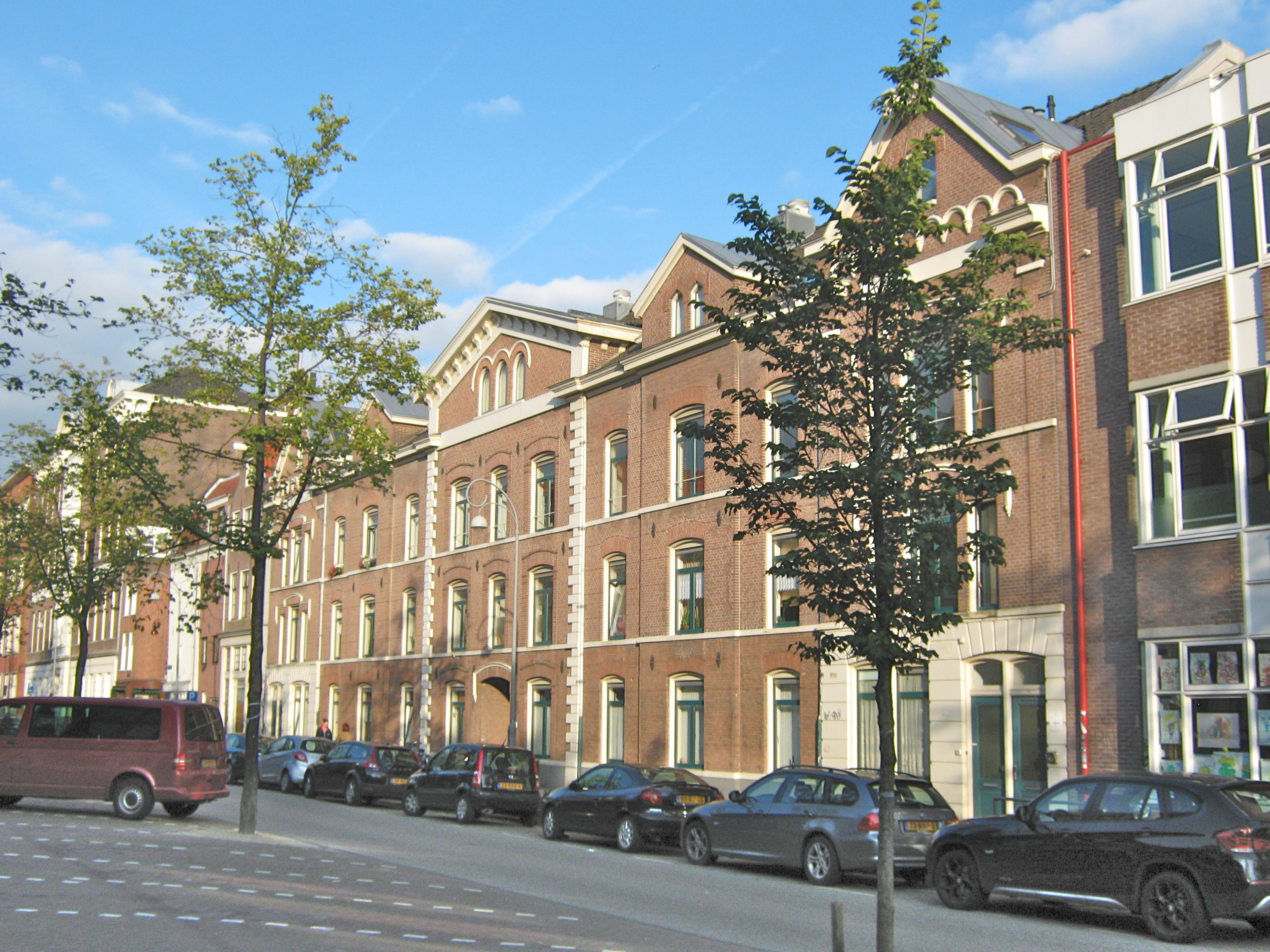
Westerstraat 215-295

Aansluitend kreeg dezelfde architect de opdracht om iets verderop aan de Westerstraat een wat rijker gedetailleerd complex te bouwen (Westerstraat 215-295).

### Anjeliersstraat

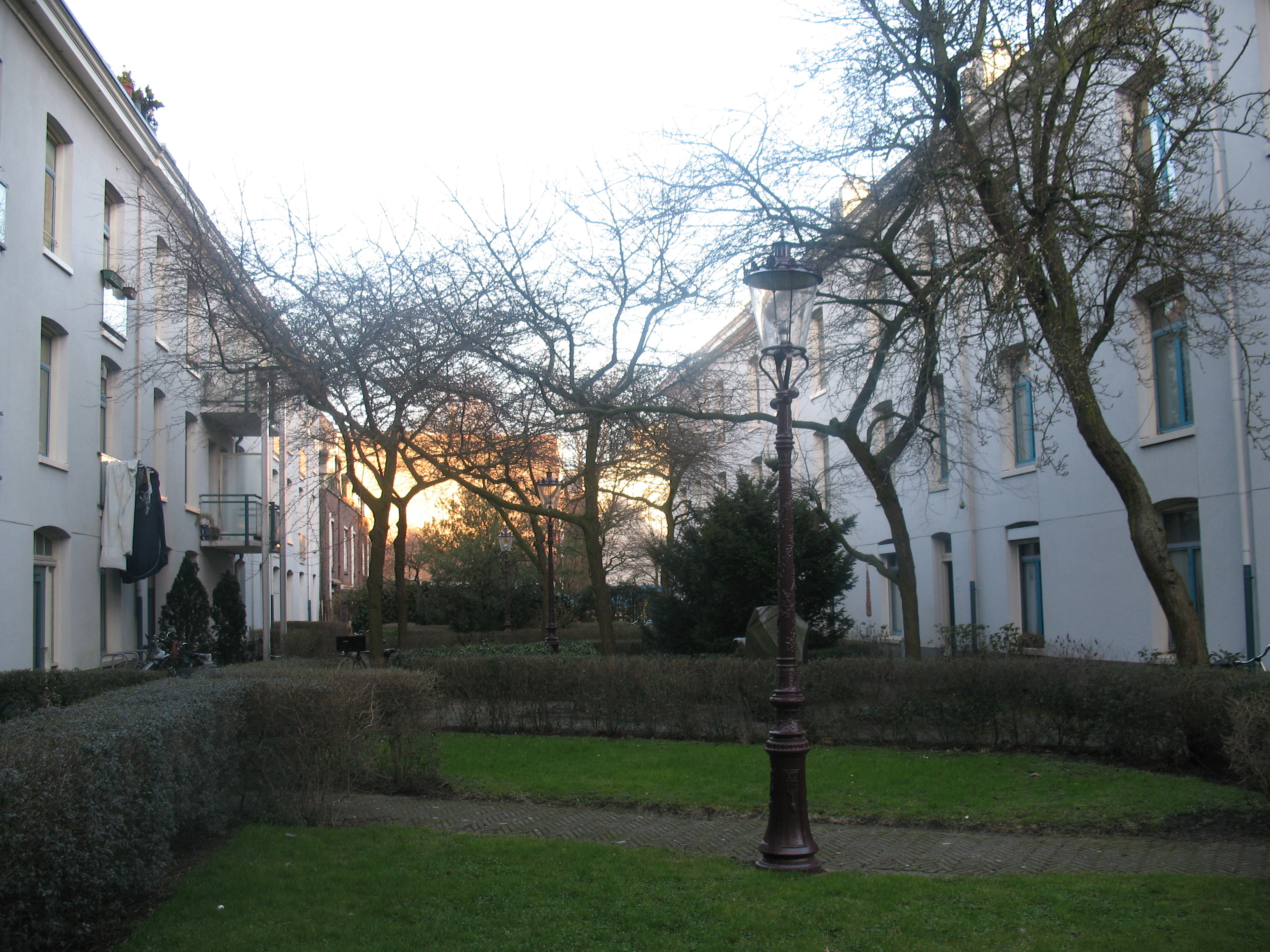
Concordiahof tussen Westerstraat en Anjeliersstraat

In 1864 bracht Van Lennep al deze grond en panden onder in de Bouwmaatschappij Concordia NV. Grenzend aan de reeds gerealiseerde nieuwbouwprojecten verwezenlijkte Concordia in 1876 het soberder woningcomplex Anjeliersstraat 162-394, gebaseerd op de reeds gebouwde ontwerpen.

### Rug-aan-rug
De bouwblokken bestonden uit kleine rug-aan-rugwoningen, met één en twee kamers, bestemd voor arbeidersgezinnen. De blokken zijn van elkaar gescheiden door twee binnenterreinen. Deze waren oorspronkelijk bedoeld als bleekveld. De binnenplaatsen, inmiddels ook wel Concordiahof genoemd, zijn bereikbaar via poorten aan de Westerstraat en aan de Anjeliersstraat. Door de gevels in deze bouwblokken op te knippen, probeerde P.J. Hamer de grootschaligheid te doorbreken.
De woningen in de hoek Westerstraat/Lijnbaansgracht/Anjeliersstraat, die eind 19e eeuw werden verhuurd door Concordia, staan bekend als Concordia-noord.
In Amsterdam was Concordia uitsluitend in de volkswijk Jordaan actief. 

## Zonder verlies
In 1883 vertrouwde de toenmalige gemeente Kralingen de onderneming de transformatie van landelijke lusthoven en weilanden in een toekomstige stadswijk toe. De onderneming was een bouwmaatschappij met een aandelenkapitaal en kon daarom zonder verlies rondkomen. Van het begin af aan kon op de aandelen veelal 4 à 5% rente per jaar worden uitgekeerd. De nieuwe statige avenues moesten waardige buren zijn van de eeuwenoude Hoflaan, waarvan de naam refereert aan het Slot Honingen dat er tot in de 17e eeuw had gestaan. De Avenue Concordia, vernoemd naar het bedrijf, weinig later gevolgd door de parallel lopende Avenue Prins Alexander (thans de Voorschoterlaan) zijn hier een voorbeeld van. In 1895 werd de gemeente Kralingen door Rotterdam geannexeerd.

## Verkoop aan gemeente
Na de invoering van de Woningwet in 1902 was er voor de maatschappij minder aanleiding om de activiteiten voort te zetten. De woningen werden aan de gemeente aangeboden, om te voorkomen dat het sociale uitgangspunt van de verhuur door nieuwe aandeelhouders zou worden verlaten.
De gemeenteraad besloot in maart 1917 het hele woningbezit van Bouwmaatschappij Concordia NV aan te kopen en onder te brengen bij de in 1915 opgerichte Gemeentelijke Woningdienst Amsterdam. Enkele percelen hadden slechts ‘afbraakwaarde’ en werden in de loop der jaren door de gemeente gesloopt.

## Renovatie in jaren 80
Midden jaren zestig van de 20e eeuw beheerde de Stichting Studenten Huisvesting een flink aantal van de Concordia-woningen, in afwachting van grootschalige sanering van de Jordaan. In 1979 werd deze overeenkomst opgezegd, vanwege plannen om de woningen te renoveren. Die renovatie startte pas medio jaren tachtig. Daarbij zijn een groot aantal woningen samengevoegd, waardoor 102 voordeuren verdwenen, en van de bergzolders woonruimte werd gemaakt. Tegenwoordig herbergen de Concordia-panden 249 sociale-huurwoningen, merendeels met drie kamers. De panden zijn een monumentaal aandenken aan de filantropische inslag van Bouwmaatschappij Concordia NV.

## Weer privaat bezit
In 1965 werd de Gemeentelijke Woningdienst, tegelijk met de verhuizing naar het Wibauthuis, omgedoopt in Gemeentelijke Dienst Volkshuisvesting, waar de bouw en het beheer van de gemeentewoningen in handen kwam van het dienstonderdeel Gemeentelijk Woningbedrijf Amsterdam. Het Gemeentelijk Woningbedrijf werd in 1994 geprivatiseerd in de Stichting Het Woningbedrijf Amsterdam. Tussen 2004 en 2014 fuseerde deze stichting met woningcorporaties in Amsterdam, Almere, Haarlem, Haarlemmermeer, Noord-Kennemerland en Weesp tot de huidige Stichting Ymere, waardoor een van de grootste woningcorporaties van Nederland ontstond. De laatste fusie van Ymere dateert van 2011, toen Woningstichting Goed Wonen Koedijk Sint-Pancras opging in Ymere, met 1050 woningen in Alkmaar, Langedijk en Heerhugowaard.
Thans zijn de Concordiawoningen in eigendom en beheer bij deze woningcorporatie.